# Moritz Wiggers
Moritz Karl Georg Wiggers, född 17 oktober 1816 i Rostock, död där 30 juli 1894, var en tysk politiker; bror till Julius Wiggers.
Wiggers blev 1843 sakförare i sin födelsestad och var 1848 ledare för det liberala partiet i Mecklenburg, samt ordförande för den grundlagstiftande församlingen. År 1850 blev ordförande för den nya lantdagen intill dess olagliga upplösande. Han dömdes i januari 1857 för högförräderi till tre års tukthus, men släpptes efter nio månader. Han agiterade även senare för bland annat reformer i Mecklenburgs författning och jordbrukspolitik, för judarnas emancipation och närings- och flyttningsfrihet. Han var 1867-71 medlem av Nordtyska förbundets, 1871-81 av den tyska riksdagen, vald i en mecklenburgsk krets.